# Shillington (Pensilvania)
Shillington es un borough ubicado en el condado de Berks en el estado estadounidense de Pensilvania. En el año 2000 tenía una población de 5.059 habitantes y una densidad poblacional de 1,916.8 personas por km².

## Geografía
Shillington se encuentra ubicado en las coordenadas 40°18′16″N 75°58′01″O / 40.30444, -75.96694.

## Demografía
Según la Oficina del Censo en 2000 los ingresos medios por hogar en la localidad eran de $43,833 y los ingresos medios por familia eran $52,500. Los hombres tenían unos ingresos medios de $35,318 frente a los $27,179 para las mujeres. La renta per cápita para la localidad era de $22,322. Alrededor del 3.7% de la población estaba por debajo del umbral de pobreza.